# 知识塔
知识塔（英語：Knowledge Tower），是中国广东省广州市的一座摩天大楼，位于黄埔区龙湖街道知识大道。它是广州市黄埔区第一座钢框架-核心筒结构摩天大楼，也是中新广州知识城第一高楼。

## 基本信息
- 建筑高度：330米
- 层数：53层
- 结构：钢框架-核心筒结构

## 历史
- 2020年6月，知识塔的前身——九佛墟拆迁工作正式启动[1]。
- 2020年7月22日，知识塔基坑支护及土石方工程开工[2]。
- 2021年5月20日，中建八局中标知识塔项目施工总承包工程，中标额24.57亿元[3]。
- 2021年6月11日，知识塔主体工程举行了开工仪式[4]。
- 2021年6月29日，知识塔正式开工[5]。
- 2021年10月22日，知识塔大底板浇筑工程圆满完成[6][5]。
- 2021年10月24日，知识塔进行钢结构首吊[7]。
- 2022年1月10日，知识塔地下室顶板第一板浇筑完成[2]。
- 2022年3月16日，知识塔塔楼地下室最后一块顶板浇筑完成[8]。
- 2022年8月6日，知识塔地下室结构最后一块顶板浇筑完成[9][10]。
- 2023年8月20日，知识塔东塔核心筒主体结构封顶[11][12][13]。
- 2023年11月8日，知识塔主体结构全部封顶[14]。
- 2024年1月31日，知识塔钢结构工程顺利完工封顶[15]。
- 2024年8月16日，知识塔东塔塔冠板块完成安装[16]。
- 2024年12月26日，知识塔幕墙工程完工[17]。
- 2025年上半年，知识塔将正式竣工[18]。

## 附近交通
- 广州地铁14号线：知识城站（有地下通道连接知识塔与知识城地铁站[8]）